# Bobbed Hair
Bobbed Hair er en amerikansk stumfilm fra 1922 af Thomas N. Heffron.

## Medvirkende
- Wanda Hawley som Polly Heath
- William Boyd som Dick Barton
- Adele Farrington som Emily
- Leigh Wyant som Zoe Dean
- Jane Starr som Evelyn
- Margaret Vilmore som Daisy
- William P. Carleton som Paul Lamont